# Nati il 7 ottobre
| Questa pagina contiene informazioni ricavate automaticamente dalle voci biografiche con l'ausilio del template Bio e di un bot. L'aggiornamento è periodico e automatico e ricostruisce completamente la pagina. Se manca una persona in questa lista, sei pregato di non aggiungerla, ma accertati piuttosto che la sua voce biografica contenga il template Bio e che i dati anagrafici siano correttamente compilati. Se il template Bio manca, inseriscilo tu stesso o, in alternativa, metti l'avviso {{tmp\|Bio}} che ne segnala la mancanza. Se i dati riportati sono sbagliati, correggi direttamente la voce biografica; le modifiche saranno visibili in questa lista entro pochi giorni. Per chiarimenti vedi il progetto biografie. La lista contiene solo le 1.111 persone che sono citate nell'enciclopedia e per le quali è stato implementato correttamente il template Bio. Pagina aggiornata al 17 ago 2025. |

## I secolo a.C.(1)
- 14 a.C. - Druso minore, politico e generale romano († 23)

## XIV secolo(1)
- 1301 - Alessandro I di Tver', principe († 1339)

## XV secolo(7)
- 1409 - Elisabetta di Lussemburgo, nobile tedesca († 1442)
- 1419 - Niccolò Forteguerri, cardinale e vescovo cattolico italiano († 1473)
- 1437 - Sohye di Joseon, regina coreana († 1504)
- 1471 - Federico I di Danimarca, re († 1533)
- 1474 - Bernardo III di Baden-Baden, nobile tedesco († 1536)
- 1482 - Ernesto di Baden-Durlach, nobile tedesco († 1553)
- 1488 - Baccio Bandinelli, scultore e pittore italiano († 1560)

## XVI secolo(11)
- 1515 - Edoardo del Portogallo, IV duca di Guimarães, principe portoghese († 1540)
- 1520 - Alessandro Farnese il Giovane, cardinale italiano († 1589)
- 1529 - Laura Lanza, nobile italiana († 1563)
- 1531 - Scipione Ammirato, storico, genealogista e letterato italiano († 1601)
- 1564 - Mariano Valguarnera, oratore, filologo e storico italiano († 1634)
- 1571 - Maria di Sassonia-Weimar, religiosa tedesca († 1610)
- 1573 - William Laud, arcivescovo anglicano inglese († 1645)
- 1576 - Orazio Albani, ambasciatore italiano († 1653)
- 1589 - Maria Maddalena d'Austria, nobile († 1631)
- 1591 - Pierre Le Muet, architetto francese († 1669)
- 1597 - John Underhill, militare e politico inglese († 1672)

## XVII secolo(10)
- 1601 - Florimond de Beaune, matematico francese († 1652)
- 1605 - Giulio Cesare Gonzaga di Palazzolo, nobile italiano († 1685)
- 1610 - Giovan Battista Nicolosi, presbitero, geografo e cartografo italiano († 1670)
- 1619 - Wang Fuzhi, filosofo cinese († 1692)
- 1635 - Roger de Piles, pittore, critico d'arte e diplomatico francese († 1709)
- 1647 - Francesco Marinali, scultore italiano
- 1649 - Guglielmo di Nassau-Zuylestein, I conte di Rochford, militare e diplomatico olandese († 1709)
- 1672 - Ernesto Luigi I di Sassonia-Meiningen, duca tedesco († 1724)
- 1675 - Orazio Borgondio, gesuita e matematico italiano († 1741)
- 1676 - Francesco Antonio Correr, patriarca cattolico italiano († 1741)

## XVIII secolo(42)
- 1703 - Federico di Baden-Durlach, principe tedesco († 1732)
- 1719 - Jacques Cazotte, scrittore francese († 1792)
- 1724 - Domenico Cavallari, giurista e presbitero italiano († 1781)
- 1727 - William Samuel Johnson, politico statunitense († 1819)
- 1729 - Praskov'ja Aleksandrovna Rumjanceva, nobildonna russa († 1786)
- 1732 - William Capell, IV conte di Essex, nobile inglese († 1799)
- 1734 - Ralph Abercromby, generale inglese († 1801)
- 1736 - Maria Anna Francesca del Portogallo, principessa portoghese († 1813)
- 1737 - Maria Caterina Brignole Sale, principessa († 1813)
- 1737 - Carlotta di Rohan-Soubise, nobile francese († 1760)
- 1738 - Giovanni Battista Mengardi, pittore e restauratore italiano († 1796)
- 1739 - Luigi Angeli, medico e scrittore italiano († 1829)
- 1740 - Samuel Webbe, compositore e organista inglese († 1816)
- 1741 - Innocenzo Maria Liruti, vescovo cattolico e teologo italiano († 1827)
- 1748 - Carlo XIII di Svezia, sovrano svedese († 1818)
- 1750 - Ignazio Nasalli-Ratti, cardinale e arcivescovo cattolico italiano († 1831)
- 1760 - Dionisio Bardaxí y Azara, cardinale spagnolo († 1826)
- 1760 - Ramon Strauch Vidal, vescovo cattolico spagnolo († 1823)
- 1762 - Carlo Candida, nobile italiano († 1845)
- 1763 - Carlo Testi, politico e nobile italiano († 1849)
- 1766 - Marie-François Auguste de Caffarelli du Falga, generale francese († 1849)
- 1766 - Pierre-Marie Taillepied de Bondy, politico, magistrato e nobile francese († 1847)
- 1774 - Ferdinando Orlandi, compositore italiano († 1848)
- 1775 - Denis Pack, generale britannico († 1823)
- 1775 - Ramón Power y Giralt, politico e militare portoricano († 1813)
- 1778 - Joseph Knight, botanico inglese († 1855)
- 1779 - Luigi Carlo di Borbone-Orléans, nobile († 1808)
- 1780 - Giuseppe Girometti, incisore italiano († 1851)
- 1783 - Augusto Bozzi Granville, medico e patriota italiano († 1872)
- 1783 - Louis Pierre Louvel, assassino francese († 1820)
- 1786 - James Hamilton, visconte Hamilton, politico inglese († 1814)
- 1786 - Louis-Joseph Papineau, politico canadese († 1871)
- 1791 - Luigi Pampaloni, scultore italiano († 1847)
- 1792 - Cornelia Sale Mocenigo Codemo, poetessa e traduttrice italiana († 1866)
- 1794 - Wilhelm Müller, poeta tedesco († 1827)
- 1797 - Peter Georg Bang, politico e giurista danese († 1861)
- 1797 - Owen Chase, navigatore e scrittore statunitense († 1869)
- 1797 - Giorgio Regnoli, chirurgo italiano († 1859)
- 1798 - Jean-Baptiste Vuillaume, liutaio francese († 1875)
- 1799 - Mills Darden, statunitense († 1857)
- 1799 - Carlo Rocco, matematico italiano († 1849)
- 1800 - Carlota de Godoy, II duchessa di Sueca, nobildonna spagnola († 1886)

## XIX secolo(143)
- 1802 - Bernhard Molique, violinista e compositore tedesco († 1869)
- 1805 - Nicola Jelardi, patriota e politico italiano († 1886)
- 1809 - Johann Heinrich Blasius, zoologo tedesco († 1870)
- 1809 - Gaspare Fossati, architetto svizzero († 1883)
- 1809 - Carl Tomaselli il Vecchio, imprenditore austro-ungarico († 1887)
- 1809 - Elijah Williams, scacchista britannico († 1854)
- 1810 - Henry Alford, teologo inglese († 1871)
- 1810 - Ferdinando Cavalli, politico italiano († 1888)
- 1810 - Victor Travot, militare, politico e nobile francese († 1882)
- 1811 - Nicola Rocco, giurista italiano († 1877)
- 1812 - Giuseppe Borsani, magistrato e politico italiano († 1886)
- 1813 - Massimiliano Garuglieri, fantino italiano († 1852)
- 1815 - Carl Conrad Theodor Litzmann, ginecologo tedesco († 1890)
- 1819 - William Still, imprenditore, scrittore e storico statunitense († 1902)
- 1821 - Richard Heron Anderson, militare statunitense († 1879)
- 1824 - Lorenzo Respighi, astronomo italiano († 1889)
- 1825 - Federico Nedbal, generale e funzionario boemo († 1891)
- 1828 - Enrico Pessina, giurista, filosofo e politico italiano († 1916)
- 1832 - William Thomas Blanford, geologo e naturalista inglese († 1905)
- 1835 - Felix Draeseke, compositore tedesco († 1913)
- 1839 - Anna Brassey, viaggiatrice e scrittrice inglese († 1887)
- 1841 - Nicola I del Montenegro, re († 1921)
- 1842 - Bronson Howard, commediografo, drammaturgo e giornalista statunitense († 1908)
- 1842 - Giovanni Salemi-Pace, architetto e ingegnere italiano († 1930)
- 1845 - Edith Pechey, attivista e medico britannica († 1908)
- 1847 - Emil Holub, esploratore, cartografo e etnografo ceco († 1902)
- 1847 - Hobart Johnstone Whitley, imprenditore canadese († 1931)
- 1849 - Antonio Cappelli, politico e agronomo italiano († 1902)
- 1849 - James Whitcomb Riley, scrittore e poeta statunitense († 1916)
- 1849 - Francesco Scerbo, presbitero, glottologo e ebraista italiano († 1927)
- 1850 - Josef Menges, esploratore tedesco († 1910)
- 1851 - Alexander Bonsor, calciatore inglese († 1907)
- 1853 - Luigi Andreoni, ingegnere italiano († 1936)
- 1853 - Cecil Wingfield-Stratford, calciatore inglese († 1939)
- 1854 - Rocco Carabba, tipografo e editore italiano († 1924)
- 1854 - Christiaan de Wet, generale e politico sudafricano († 1922)
- 1855 - Théodore Gosselin, storico e drammaturgo francese († 1935)
- 1856 - Edward Jones, matematico statunitense († 1920)
- 1858 - Josep Domènech i Estapà, architetto spagnolo († 1917)
- 1859 - Carlo Schmidl, editore e collezionista d'arte italiano († 1943)
- 1859 - Gustav Wentzel, pittore norvegese († 1927)
- 1861 - Cesare Nava, ingegnere, architetto e politico italiano († 1933)
- 1861 - Luigi Simonetta, medico e politico italiano († 1934)
- 1863 - Marcella Boveri, biologa statunitense († 1950)
- 1864 - Edgardo Ciani, matematico italiano († 1942)
- 1864 - Sergio de Novales y Sainz de Baranda, agronomo e politico spagnolo († 1921)
- 1865 - Alfredo De Sanctis, attore italiano († 1954)
- 1865 - Theodor Scheimpflug, fotografo e ufficiale austriaco († 1911)
- 1866 - Włodzimierz Ledóchowski, gesuita polacco († 1942)
- 1867 - Domenico Jorio, cardinale italiano († 1954)
- 1868 - Benvenuto Fineschi, fantino italiano († 1946)
- 1868 - Frederick Hovey, tennista statunitense († 1945)
- 1869 - Fenia Chertkoff, educatrice, attivista e sindacalista russa († 1927)
- 1869 - Wilhelm Kroll, filologo classico tedesco († 1939)
- 1869 - Sergej Michajlovič Romanov, nobile russo († 1918)
- 1870 - Walter de Frece, compositore, impresario teatrale e politico britannico († 1935)
- 1871 - Felice Chiarle, militare italiano († 1916)
- 1871 - Georg Hermann, scrittore tedesco († 1943)
- 1873 - George Cram Cook, produttore teatrale, regista teatrale e scrittore statunitense († 1924)
- 1873 - Edgar Davis, golfista statunitense († 1927)
- 1873 - Angelo Treves, traduttore italiano († 1937)
- 1873 - Otto zu Windisch-Graetz, ufficiale austriaco († 1952)
- 1873 - Harry Forbes Witherby, ornitologo e scrittore britannico († 1943)
- 1875 - Raymond Clare Archibald, matematico canadese († 1955)
- 1875 - Bonfilio Paolazzi, politico italiano († 1963)
- 1876 - Henry Brawley, maratoneta statunitense († 1954)
- 1877 - Eufrasia del Sacro Cuore di Gesù, religiosa indiana († 1952)
- 1878 - Andrea Bafile, militare italiano († 1918)
- 1878 - John Carr, allenatore di calcio e calciatore inglese († 1948)
- 1878 - Georges Valois, politico, economista e scrittore francese († 1945)
- 1879 - Giulio Gianelli, poeta e scrittore italiano († 1914)
- 1879 - Herman Nohl, filologo tedesco († 1960)
- 1880 - Attilio Brugnoli, pianista italiano († 1937)
- 1880 - Paul Hausser, generale e docente tedesco († 1972)
- 1880 - Guido Mancini, politico italiano († 1975)
- 1882 - Fritz Pringsheim, giurista tedesco († 1967)
- 1883 - Giovanni Battista Brusin, storico e archeologo italiano († 1976)
- 1883 - Mario Chiri, sindacalista e avvocato italiano († 1915)
- 1884 - Józef Unrug, ammiraglio polacco († 1973)
- 1885 - Niels Bohr, fisico danese († 1962)
- 1885 - Angelo Maria Crepet, pittore e docente italiano († 1974)
- 1885 - Giulio Fasolo, allenatore di calcio e calciatore italiano
- 1885 - Nils Hellsten, ginnasta svedese († 1963)
- 1886 - Kurt Schmitt, economista e politico tedesco († 1950)
- 1887 - Ugo De Carolis, generale italiano († 1941)
- 1887 - Gastone De Zuccoli, organista e compositore italiano († 1958)
- 1887 - Jack Mulhall, attore statunitense († 1979)
- 1888 - Arturo Boiocchi, calciatore e allenatore di calcio italiano († 1964)
- 1888 - Henry A. Wallace, politico e imprenditore statunitense († 1965)
- 1889 - Carlos Víctor Aramayo, imprenditore boliviano († 1981)
- 1889 - Heinrich Eduard Jacob, giornalista, scrittore e drammaturgo tedesco († 1967)
- 1889 - Radivoje Janković, generale jugoslavo († 1949)
- 1889 - Robert Z. Leonard, regista, attore e produttore cinematografico statunitense († 1968)
- 1889 - Enrico Molè, politico, giornalista e avvocato italiano († 1963)
- 1889 - Max Rée, scenografo e costumista danese († 1953)
- 1889 - Hans Tropsch, chimico ceco († 1935)
- 1890 - Isabella Antonia von Croÿ, principessa tedesca († 1982)
- 1890 - Alessandro Pomi, pittore e decoratore italiano († 1976)
- 1890 - Gertrude Robinson, attrice statunitense († 1962)
- 1891 - Louisa Gould, britannica († 1945)
- 1891 - Umberto Tinivella, militare italiano († 1941)
- 1892 - Dwain Esper, regista e produttore cinematografico statunitense († 1982)
- 1892 - Luigi Carlo Fraina, politico e sindacalista italiano († 1953)
- 1892 - Francesco Illy, imprenditore e inventore austro-ungarico († 1956)
- 1893 - Aminto Caretto, ufficiale italiano († 1942)
- 1894 - Tom Bromilow, allenatore di calcio e calciatore inglese († 1959)
- 1894 - Herman Dooyeweerd, filosofo olandese († 1977)
- 1894 - Albert H. Kelley, regista e sceneggiatore statunitense († 1989)
- 1894 - Del Lord, regista, produttore cinematografico e sceneggiatore canadese († 1970)
- 1894 - Fritz Schmedes, militare tedesco († 1952)
- 1894 - Theodor Sparkuhl, direttore della fotografia e regista tedesco († 1946)
- 1895 - Ferdinand Čatloš, generale e politico slovacco († 1972)
- 1895 - René Hubert, costumista svizzero († 1976)
- 1895 - Adolfo Rivoir, generale italiano († 1973)
- 1895 - Karl Sudrich, schermidore austriaco († 1944)
- 1896 - Paulino Alcántara, calciatore e allenatore di calcio filippino († 1964)
- 1896 - Bruno Boari, scultore, pittore e medaglista italiano († 1964)
- 1896 - Ugo Facco De Lagarda, scrittore e partigiano italiano († 1982)
- 1896 - Grete Rosenberg, nuotatrice tedesca († 1979)
- 1896 - Felix Simon, alpinista, chimico e imprenditore tedesco († 1986)
- 1897 - Charles Chauvel, regista, sceneggiatore e attore australiano († 1959)
- 1897 - Ruggero Ferrario, pistard e ciclista su strada italiano († 1976)
- 1897 - Elijah Muhammad, attivista e religioso statunitense († 1975)
- 1897 - Oskar Olsen, pattinatore di velocità su ghiaccio norvegese († 1956)
- 1897 - Austin Trevor, attore britannico († 1978)
- 1898 - Alessio De Bon, archeologo italiano († 1957)
- 1898 - Phoebe Holcroft Watson, tennista britannica († 1980)
- 1898 - Pierre Lienert, calciatore francese († 1926)
- 1898 - Edward Ludwig, regista russo († 1982)
- 1898 - Adhemar Serpa, pallanuotista brasiliano († 1978)
- 1898 - Alfred Wallenstein, violoncellista e direttore d'orchestra statunitense († 1983)
- 1899 - Antonio Cifaldi, politico italiano († 1967)
- 1899 - Antonia di Nassau-Weilburg, principessa lussemburghese († 1954)
- 1899 - Øystein Ore, matematico norvegese († 1968)
- 1900 - Onorato Bonzani, calciatore e allenatore di calcio italiano († 1976)
- 1900 - Andy Bothwell, calciatore nordirlandese († 1928)
- 1900 - Herbert Butterfield, storico e filosofo britannico († 1979)
- 1900 - Wilf Chadwick, calciatore inglese († 1973)
- 1900 - Octavio Díaz, calciatore argentino († 1973)
- 1900 - Roger François, sollevatore francese († 1949)
- 1900 - Michele Galli, politico italiano († 1976)
- 1900 - Ralph W. Gerard, scienziato statunitense († 1974)
- 1900 - Heinrich Himmler, generale, poliziotto e criminale di guerra tedesco († 1945)

## XX secolo(877)
- 1901 - Andreas Böhm, baritono ungherese († 1952)
- 1901 - Leslie Perrins, attore inglese († 1962)
- 1901 - Ralph Rainger, compositore e pianista statunitense († 1942)
- 1901 - Souvanna Phouma, politico e patriota laotiano († 1984)
- 1901 - Enrico Torre, velocista, lunghista e multiplista italiano († 1975)
- 1902 - José Trino, calciatore spagnolo († 1964)
- 1902 - Jack Byrne, calciatore irlandese († 1976)
- 1902 - Hanna Chrzanowska, infermiera polacca († 1973)
- 1902 - Jon Snersrud, combinatista nordico e saltatore con gli sci norvegese († 1986)
- 1902 - Zaharia Stancu, scrittore, poeta e filosofo rumeno († 1974)
- 1903 - Herbert List, fotografo tedesco († 1975)
- 1904 - Nils Alwall, inventore e medico svedese († 1986)
- 1904 - Armando Castellazzi, allenatore di calcio e calciatore italiano († 1968)
- 1904 - Angelo Facchin, politico italiano († 1990)
- 1904 - Germano Jori, partigiano italiano († 1944)
- 1904 - Chuck Klein, giocatore di baseball statunitense († 1958)
- 1905 - Bruno Maria Apollonj Ghetti, architetto e archeologo italiano († 1989)
- 1905 - Andy Devine, attore statunitense († 1977)
- 1905 - Meyer Levin, scrittore e giornalista statunitense († 1981)
- 1905 - Al McIntosh, giornalista statunitense († 1979)
- 1905 - Francesco Pacini, pentatleta italiano († 1988)
- 1905 - Giuseppe Puglioli, calciatore italiano († 1982)
- 1906 - André Chardar, calciatore francese († 1993)
- 1906 - William Droegemueller, astista statunitense († 1987)
- 1906 - James E. Webb, funzionario statunitense († 1992)
- 1907 - Ettore Banchero, calciatore italiano († 1991)
- 1907 - Tex Gibbons, cestista statunitense († 1984)
- 1907 - Polina Denisovna Osipenko, aviatrice sovietica († 1939)
- 1907 - Lorenzo Paradiso, allenatore di calcio e calciatore italiano († 1994)
- 1907 - Tutta Rolf, attrice norvegese († 1994)
- 1907 - Arturo Schaerer, giornalista e imprenditore paraguaiano († 1979)
- 1908 - Fernando De Rosa, antifascista italiano († 1936)
- 1908 - Sergio Pugliese, drammaturgo e giornalista italiano († 1965)
- 1909 - Gyula Bóbis, lottatore ungherese († 1972)
- 1909 - Andrew Cohen, diplomatico inglese († 1968)
- 1909 - Amada García Rodríguez, politica e antifascista spagnola († 1938)
- 1909 - Ēriks Pētersons, calciatore e hockeista su ghiaccio lettone († 1987)
- 1910 - Gjorgji Abadžiev, scrittore macedone († 1963)
- 1910 - Adri van Male, calciatore olandese († 1990)
- 1910 - Mario Manfredi, calciatore italiano († 1978)
- 1910 - Ngô Đình Nhu, politico vietnamita († 1963)
- 1910 - Armando Pizzinato, pittore italiano († 2004)
- 1911 - Ario Cantini, pittore e schermidore italiano († 2002)
- 1911 - Jo Jones, batterista statunitense († 1985)
- 1911 - Vaughn Monroe, trombettista e baritono statunitense († 1973)
- 1912 - Fernando Belaúnde Terry, politico peruviano († 2002)
- 1912 - Germano Mian, allenatore di calcio e calciatore italiano († 1966)
- 1912 - Peter Walker, pilota automobilistico inglese († 1984)
- 1913 - Laura Adani, attrice italiana († 1996)
- 1913 - Simon Carmiggelt, giornalista e scrittore olandese († 1987)
- 1913 - Elizabeth Janeway, scrittrice e critica letteraria statunitense († 2005)
- 1913 - Valter Roman, politico rumeno († 1983)
- 1914 - Sarah Churchill, attrice e danzatrice britannica († 1982)
- 1914 - Alfred Drake, attore e cantante statunitense († 1992)
- 1914 - Michele Gandin, regista, fotografo e giornalista italiano († 1994)
- 1914 - Gelsomino Girotti, cestista italiano
- 1914 - Miriam Ottenberg, giornalista statunitense († 1982)
- 1914 - Reg Potter, pallanuotista britannico († 1998)
- 1915 - Margarita Aliger, poetessa russa († 1992)
- 1915 - Walter Keane, imprenditore e truffatore statunitense († 2000)
- 1915 - Mario Pretto, calciatore e allenatore di calcio italiano († 1984)
- 1915 - Charles Templeton, fumettista, politico e giornalista canadese († 2001)
- 1916 - Enrico Bartoletti, arcivescovo cattolico italiano († 1976)
- 1916 - Theodorus Buunk, poliziotto olandese
- 1916 - Giovanni Guiducci, militare e aviatore italiano († 1942)
- 1916 - John Horne Burns, scrittore e militare statunitense († 1953)
- 1916 - Giovanni Melis Fois, vescovo cattolico italiano († 2009)
- 1916 - Marilyn Meseke, modella statunitense († 2001)
- 1916 - Walt Whitman Rostow, economista e sociologo statunitense († 2003)
- 1916 - Hans-Günther Stotten, militare tedesco († 1945)
- 1916 - Edmond Willekens, cestista belga
- 1917 - June Allyson, attrice, cantante e ballerina statunitense († 2006)
- 1917 - Godtfred Holmvang, multiplista norvegese († 2006)
- 1917 - Ignazio Sgarlata, musicista, compositore e presbitero italiano († 1980)
- 1918 - Guido Aristarco, critico cinematografico e sceneggiatore italiano († 1996)
- 1918 - Frankie Baumholtz, giocatore di baseball e cestista statunitense († 1997)
- 1918 - Helmut Dantine, attore austriaco († 1982)
- 1918 - Girolamo Piromalli, mafioso italiano († 1979)
- 1918 - Mimmo Rotella, artista italiano († 2006)
- 1919 - Henriette Avram, informatica statunitense († 2006)
- 1919 - Zelman Cowen, giurista e politico australiano († 2011)
- 1919 - Georges Duby, storico francese († 1996)
- 1919 - Erik Elmsäter, siepista svedese († 2006)
- 1919 - Nello Iacchini, partigiano italiano († 1977)
- 1919 - Carlo Piccardi, calciatore italiano († 1971)
- 1919 - Annemarie Renger, politica tedesca († 2008)
- 1920 - Roger Dewasch, pallanuotista francese († 1989)
- 1920 - Georg Leber, sindacalista e politico tedesco († 2012)
- 1920 - Dave Ricketts, pistard e ciclista su strada britannico († 1996)
- 1920 - Jack Rowley, allenatore di calcio e calciatore inglese († 1998)
- 1921 - Dirk Dautzenberg, attore tedesco († 2009)
- 1921 - Tommy Farrell, attore statunitense († 2004)
- 1921 - Raymond Goethals, allenatore di calcio e calciatore belga († 2004)
- 1921 - Corrado Maltese, storico dell'arte italiano († 2001)
- 1921 - Yaltah Menuhin, pianista statunitense († 2001)
- 1921 - Aldo Policardi, direttore di coro e violinista italiano († 2015)
- 1921 - Fiorino Tagliaferri, vescovo cattolico italiano († 2002)
- 1921 - Bob Wood, cestista statunitense († 2014)
- 1922 - János Chawko, calciatore cecoslovacco († 1997)
- 1922 - Elio Chinol, anglista, traduttore e critico letterario italiano († 1996)
- 1922 - Mario Colombi Guidotti, scrittore e critico letterario italiano († 1955)
- 1922 - Tommaso Maestrelli, calciatore, allenatore di calcio e dirigente sportivo italiano († 1976)
- 1922 - Giuseppe Mazzocca, militare italiano († 1942)
- 1922 - José O'Callaghan, gesuita, archeologo e papirologo spagnolo († 2001)
- 1922 - Pops Yoshimura, imprenditore giapponese († 1995)
- 1923 - Irma Grese, militare e criminale di guerra tedesca († 1945)
- 1924 - Max Massimino Garnier, sceneggiatore e regista italiano († 1985)
- 1924 - Egmont Jenny, politico e giornalista italiano († 2010)
- 1924 - Fridrich Marjutin, calciatore sovietico († 2010)
- 1924 - Mimma Mondadori, editrice e mercante d'arte italiana († 1991)
- 1924 - Enzo Morandini, trombettista italiano († 2007)
- 1925 - Bernardo Caprotti, imprenditore italiano († 2016)
- 1925 - Mario Castellazzi, calciatore italiano († 2024)
- 1925 - Nicola D'Amico, giornalista e saggista italiano
- 1925 - Bryan Drake, baritono neozelandese († 2001)
- 1925 - Peter Koch, compositore tedesco († 2013)
- 1925 - David Wheeler, regista, produttore cinematografico e attore statunitense († 2012)
- 1926 - Marcello Abbado, pianista, compositore e docente italiano († 2020)
- 1926 - Alex Groza, cestista, allenatore di pallacanestro e dirigente sportivo statunitense († 1995)
- 1926 - Ennio Melis, produttore discografico italiano († 2005)
- 1927 - Ėduard Gajkovič Abaljan, regista cinematografico sovietico († 1987)
- 1927 - Juan Benet, scrittore spagnolo († 1993)
- 1927 - Giorgio Bordini, fumettista italiano († 1999)
- 1927 - Leamon Ray Hunt, ufficiale e diplomatico statunitense († 1984)
- 1927 - Ronald Laing, psichiatra scozzese († 1989)
- 1927 - Al Martino, cantante e attore statunitense († 2009)
- 1928 - Giuseppe Guarascio, politico italiano († 2013)
- 1928 - Ali Kafi, politico e militare algerino († 2013)
- 1928 - Sanne Ledermann, tedesca († 1943)
- 1928 - Gilberto Antonio Marselli, sociologo italiano († 2019)
- 1928 - René Mol, allenatore di pallacanestro belga († 2019)
- 1928 - Sohrab Sepehri, poeta e pittore persiano († 1980)
- 1928 - Maria Luisa Stringa, storica della filosofia italiana († 2015)
- 1928 - Lorna Wing, psichiatra britannica († 2014)
- 1929 - Naima Akef, ballerina e attrice egiziana († 1966)
- 1929 - Maddalena Fellini, attrice italiana († 2004)
- 1929 - Emanoil Răducanu, cestista romeno († 1991)
- 1929 - Renato Speziali, attore italiano († 2006)
- 1929 - Luigi Ferdinando Tagliavini, organista, clavicembalista e musicologo italiano († 2017)
- 1929 - Robert Westall, scrittore inglese († 1993)
- 1930 - Wilson Bombarda, ex cestista brasiliano
- 1930 - Bernard Collomb, pilota automobilistico francese († 2011)
- 1930 - Jean Forestier, ex ciclista su strada e pistard francese
- 1930 - Sibylle Geiger, costumista e scenografa svizzera († 2020)
- 1930 - Carlos Mugica, presbitero e attivista argentino († 1974)
- 1930 - Jacques Nicolaou, fumettista, illustratore e sceneggiatore francese († 2022)
- 1930 - Bobby Speight, cestista statunitense († 2007)
- 1930 - Dick Vertlieb, dirigente sportivo statunitense († 2008)
- 1930 - Jerzy Wojnar, slittinista polacco († 2005)
- 1931 - Stan Brittain, ex ciclista su strada britannico
- 1931 - Cotton Fitzsimmons, allenatore di pallacanestro statunitense († 2004)
- 1931 - Ryūzō Hiraki, dirigente sportivo, calciatore e allenatore di calcio giapponese († 2009)
- 1931 - Adolfo Morello, ex calciatore argentino
- 1931 - Aldo Santoni, calciatore italiano († 2010)
- 1931 - Desmond Tutu, arcivescovo anglicano e attivista sudafricano († 2021)
- 1931 - Tatjana Zoković, cestista jugoslava († 2003)
- 1932 - Vsevolod Bessonov, militare sovietico († 1970)
- 1932 - Rodolfo Betinotti, calciatore argentino († 2022)
- 1932 - Boulos Nassif Borkhoche, arcivescovo cattolico libanese († 2021)
- 1932 - Prosperino Gallipoli, religioso e missionario italiano († 2004)
- 1932 - Joannes Baptist Matthijs Gijsen, vescovo cattolico olandese († 2013)
- 1932 - Stevan Horvat, lottatore serbo († 2018)
- 1932 - Elly Lieber, slittinista austriaca († 2020)
- 1932 - Predrag Matvejević, francesista jugoslavo († 2017)
- 1932 - Andreino Repetti, ex calciatore italiano
- 1932 - Staffan Widén, cestista svedese († 2024)
- 1933 - Valentin Borejko, canottiere sovietico († 2012)
- 1933 - Gilbert Chapron, pugile francese († 2016)
- 1933 - Lucia Cominato, politica italiana
- 1933 - Alfiero Nena, scultore italiano († 2020)
- 1933 - Iller Pattacini, compositore, arrangiatore e direttore d'orchestra italiano († 2006)
- 1933 - Jonathan Penrose, scacchista britannico († 2021)
- 1933 - Valentin Nikolaevič Vinogradov, regista sovietico († 2011)
- 1933 - Gabriele Wittek, veggente, scrittrice e saggista tedesca († 2024)
- 1934 - Piero Aggradi, calciatore e dirigente sportivo italiano († 2008)
- 1934 - Amiri Baraka, poeta, scrittore e critico musicale statunitense († 2014)
- 1934 - Novella Nikolaevna Matveeva, poetessa e cantautrice sovietica († 2016)
- 1934 - Ulrike Meinhof, giornalista, terrorista e rivoluzionaria tedesca († 1976)
- 1934 - Willie Naulls, cestista statunitense († 2018)
- 1934 - Julian Thompson, generale britannico
- 1935 - Bill Ebben, ex cestista statunitense
- 1935 - Thomas Keneally, scrittore, drammaturgo e attore australiano
- 1935 - Horst Kohle, calciatore tedesco orientale († 2015)
- 1935 - Piero Mangani, matematico e logico italiano († 2013)
- 1935 - Margaret McEntee, religiosa statunitense
- 1935 - Abisag Tüllmann, fotografa tedesca († 1996)
- 1936 - Achille Baldini, ex calciatore italiano
- 1936 - Charles Dutoit, direttore d'orchestra svizzero
- 1936 - Franc Kramberger, arcivescovo cattolico sloveno
- 1937 - Franco Beltrametti, poeta e scrittore svizzero († 1995)
- 1937 - Christopher Booker, giornalista e scrittore britannico († 2019)
- 1937 - Cristina Fanton, attrice italiana
- 1937 - Rafik Khachatryan, scultore armeno († 1993)
- 1937 - Werner Lamade, ex cestista tedesco
- 1937 - Umberto Pizzi, fotografo italiano
- 1937 - Chet Powers, cantautore statunitense († 1994)
- 1937 - Paul Vachon, wrestler e politico canadese († 2024)
- 1937 - Gianni Viazzi, educatore e pedagogista italiano
- 1938 - Fereydoun Farrokhzad, poeta, attore e showman iraniano († 1992)
- 1938 - Mary Ann Glendon, diplomatica e attivista statunitense
- 1938 - Ann Haydon-Jones, ex tennista e tennistavolista britannica
- 1938 - Marin Karmitz, produttore cinematografico e regista rumeno
- 1938 - Mal Lucas, calciatore e allenatore di calcio gallese († 2024)
- 1938 - Antonino Valletta, politico e medico italiano († 2022)
- 1939 - Mel Brown, chitarrista statunitense († 2009)
- 1939 - Sergio De Julio, politico italiano
- 1939 - Angela Filipponio Tatarella, politica italiana
- 1939 - Guido Gillarduzzi, pattinatore di velocità su ghiaccio italiano († 2016)
- 1939 - Raimund Harmstorf, attore tedesco († 1998)
- 1939 - John Hopcroft, informatico statunitense
- 1939 - Clive James, giornalista, scrittore e conduttore televisivo australiano († 2019)
- 1939 - Harold Kroto, chimico inglese († 2016)
- 1939 - Laurent Monsengwo Pasinya, cardinale e arcivescovo cattolico della Repubblica Democratica del Congo († 2021)
- 1939 - Jacques Oudin, politico francese († 2020)
- 1939 - Giancarlo Santi, regista italiano († 2021)
- 1939 - Greet Duijf, cestista olandese († 2018)
- 1940 - Muriel Davis, ginnasta statunitense († 2021)
- 1940 - Günter Hoge, calciatore tedesco orientale († 2017)
- 1940 - Irene Monaco, ex atleta paralimpica, schermitrice e nuotatrice italiana
- 1940 - Guido Salvetti, musicologo e pianista italiano
- 1940 - Richard H. Stallings, politico statunitense
- 1940 - Gianfranco Tunis, politico italiano
- 1940 - Bruce Vento, politico statunitense († 2000)
- 1940 - Larry Young, organista e pianista statunitense († 1978)
- 1940 - Andrea Zangara, politico italiano († 2011)
- 1941 - Amedeo Alpi, agronomo italiano
- 1941 - Boris Gaganelov, calciatore bulgaro († 2020)
- 1941 - Gary Hill, cestista statunitense († 2009)
- 1941 - Roberto Rolla, calciatore italiano († 1981)
- 1941 - Stefan Sodat, ex sciatore alpino austriaco
- 1942 - Joy Behar, attrice, comica e personaggio televisivo statunitense
- 1942 - Rosario Giorgio Costa, politico italiano
- 1942 - Jim Jacobs, compositore, librettista e paroliere statunitense
- 1942 - Marampudi Joji, arcivescovo cattolico indiano († 2010)
- 1942 - Andrea Lo Vecchio, cantautore, compositore e paroliere italiano († 2021)
- 1942 - Paola Penni, conduttrice televisiva, cantante e attrice italiana
- 1942 - Paul Weyrich, attivista e politico statunitense († 2008)
- 1943 - Nasr Hamid Abu Zayd, teologo egiziano († 2010)
- 1943 - Silvano Faresin, architetto italiano († 2023)
- 1943 - Franco La Polla, storico del cinema e critico cinematografico italiano († 2009)
- 1943 - Oliver North, ex militare statunitense
- 1944 - Jean Arthuis, politico francese
- 1944 - Eduard Geyer, allenatore di calcio e ex calciatore tedesco
- 1944 - George Nethercutt, politico e avvocato statunitense († 2024)
- 1944 - Judee Sill, cantautrice statunitense († 1979)
- 1944 - Donald Tsang, politico cinese
- 1944 - Patricia du Roy de Blicquy, ex sciatrice alpina belga
- 1945 - Teresa Cremisi, editrice italiana
- 1945 - Kevin Godley, cantante e musicista britannico
- 1945 - Bobby Moffat, ex calciatore inglese
- 1945 - Gunilla Nyroos, attrice e regista teatrale svedese
- 1945 - Jean-Luc Thérier, pilota di rally francese († 2019)
- 1945 - Michael Wallis, giornalista, scrittore e doppiatore statunitense
- 1946 - Chiara Banchini, violinista e direttrice d'orchestra svizzera
- 1946 - Valeria Bufanu, ex ostacolista e lunghista rumena
- 1946 - Albert Giger, fondista svizzero († 2021)
- 1946 - Bernard Lavilliers, cantante francese
- 1946 - Ivan Lukačević, calciatore jugoslavo († 2003)
- 1946 - Catharine MacKinnon, avvocata, attivista e scrittrice statunitense
- 1946 - Ron Nelson, ex cestista statunitense
- 1946 - Noel Nicola, cantautore cubano († 2005)
- 1946 - Thomas Parits, dirigente sportivo, allenatore di calcio e ex calciatore austriaco
- 1946 - Pengiran Anak Saleha, regina bruneiana
- 1946 - Luis Adriano Piedrahita Sandoval, vescovo cattolico colombiano († 2021)
- 1946 - Pier Gianni Prosperini, politico italiano
- 1946 - Nader al-Dhahabi, politico e militare giordano
- 1947 - John Bolt, teologo statunitense
- 1947 - John Brosnan, romanziere e saggista australiano († 2005)
- 1947 - Luigi Cocilovo, politico e sindacalista italiano
- 1947 - Reiko Kuroda, chimica giapponese
- 1947 - Jill Larson, attrice statunitense
- 1947 - Luca Novelli, scrittore, disegnatore e giornalista italiano
- 1947 - Franco Vannini, ex calciatore e allenatore di calcio italiano
- 1947 - Pip Williams, produttore discografico, arrangiatore e chitarrista britannico
- 1948 - Diane Ackerman, scrittrice, poetessa e naturalista statunitense
- 1948 - Lucio Boccardo, matematico italiano
- 1948 - Egon Scotland, giornalista tedesco († 1991)
- 1949 - Piero Fassino, politico italiano
- 1949 - Dave Hope, bassista e religioso statunitense
- 1949 - Bruno Nobili, allenatore di calcio e ex calciatore italiano
- 1949 - Edoardo Tortorici, archeologo italiano
- 1949 - Alice Walton, imprenditrice statunitense
- 1949 - Gabriel Yared, compositore, arrangiatore e direttore d'orchestra libanese
- 1950 - Alberto Cantù, musicologo e critico musicale italiano († 2021)
- 1950 - Howard Chaykin, fumettista statunitense
- 1950 - Doğan Hakyemez, cestista turco († 2018)
- 1950 - Jakaya Kikwete, economista e politico tanzaniano
- 1950 - Carol Knox, ex calciatrice neozelandese
- 1950 - Craig Lincoln, tuffatore statunitense
- 1950 - Marion Tait, ex ballerina britannica
- 1951 - Vladimir Balluku, ex calciatore albanese
- 1951 - Enki Bilal, fumettista e regista francese
- 1951 - Natsuo Kirino, scrittrice giapponese
- 1951 - Giacomo Libera, ex calciatore italiano
- 1951 - John Mellencamp, musicista, cantante e compositore statunitense
- 1951 - Claudio Rapezzi, cardiologo italiano († 2022)
- 1951 - Marc Storace, cantante maltese
- 1952 - Mary Badham, attrice statunitense
- 1952 - Ralf Edström, ex calciatore svedese
- 1952 - Ezio Galasso, ex calciatore italiano
- 1952 - Donald Edward Machholz, astronomo statunitense († 2022)
- 1952 - Emmanuel Obbo, arcivescovo cattolico ugandese
- 1952 - Vladimír Padrta, cestista cecoslovacco († 2009)
- 1952 - Hamza Piccardo, attivista, editore e islamista italiano
- 1952 - Vladimir Putin, politico e ex agente segreto russo
- 1952 - John Siman, ex pallanuotista statunitense
- 1952 - Serhij Svjatčenko, artista e pittore ucraino
- 1952 - Marilyn Waring, attivista, politica e scrittrice neozelandese
- 1953 - Chen Xirong, ex calciatore cinese
- 1953 - Kazuko Kadoya, ex cestista giapponese
- 1953 - Viorel Năstase, ex calciatore rumeno
- 1953 - Ricky Phillips, bassista statunitense
- 1953 - Pina Rando, direttrice teatrale italiana
- 1953 - Tico Torres, batterista statunitense
- 1953 - Mats Waltin, ex hockeista su ghiaccio, allenatore di hockey su ghiaccio e dirigente sportivo svedese
- 1953 - Ronald Worm, ex calciatore tedesco
- 1954 - Phil Bennion, politico britannico
- 1954 - Geppy Gleijeses, attore, drammaturgo e regista teatrale italiano
- 1954 - Patrick Dell Iannone, ex hockeista su ghiaccio canadese
- 1954 - Silvio Violante Iozzia, ex calciatore italiano
- 1954 - Gay D'Asaro, ex schermitrice statunitense
- 1954 - Joseph Lhota, politico statunitense
- 1954 - Esteban Pogany, ex calciatore argentino
- 1954 - Jim Wilson, regista statunitense
- 1954 - Carlos Pedro Zilli, vescovo cattolico e missionario brasiliano († 2021)
- 1955 - Clinton Bennett, storico delle religioni e islamista inglese
- 1955 - Dan Bunz, ex giocatore di football americano statunitense
- 1955 - Bill Foster, politico e fisico statunitense
- 1955 - Claudio Gugerotti, cardinale e arcivescovo cattolico italiano
- 1955 - Sergio La Stella, direttore d'orchestra e pianista italiano
- 1955 - Yo-Yo Ma, violoncellista statunitense
- 1955 - Toshimitsu Motegi, politico giapponese
- 1955 - Carmen Reinhart, economista cubana
- 1955 - Zoran Roje, ex pallanuotista e allenatore di pallanuoto croato
- 1955 - Mario Ruiz-Díaz, dirigente sportivo, allenatore di calcio a 5 e ex giocatore di calcio a 5 paraguaiano
- 1956 - Maurizio Ambrosini, sociologo italiano
- 1956 - Steve Bainbridge, rugbista a 15 britannico
- 1956 - José Daniel Falla Robles, vescovo cattolico colombiano († 2021)
- 1956 - Shinji Miyazaki, compositore e arrangiatore giapponese
- 1956 - Alain Perrin, allenatore di calcio francese
- 1956 - Screaming Mad George, regista, truccatore e effettista giapponese
- 1956 - Bruno Serato, imprenditore e filantropo italiano
- 1956 - Mike Shipley, produttore discografico australiano († 2013)
- 1957 - Gregor Beugnot, ex cestista e allenatore di pallacanestro francese
- 1957 - Edward James Burns, vescovo cattolico statunitense
- 1957 - Jesús Candelas, allenatore di calcio a 5 spagnolo
- 1957 - Robert Cattrall, ex hockeista su prato britannico
- 1957 - Savino Cesario, chitarrista e conduttore radiofonico italiano
- 1957 - Patrizia Gattaceca, cantante e scrittrice francese
- 1957 - Faruk Hadžibegić, allenatore di calcio e ex calciatore bosniaco
- 1957 - Marcus Lamb, predicatore, religioso e imprenditore statunitense († 2021)
- 1957 - Gabriele Lanzi, politico italiano
- 1957 - Michael W. Smith, cantante, compositore e chitarrista statunitense
- 1957 - Drew Tal, fotografo israeliano
- 1957 - Jayne Torvill, pattinatrice artistica su ghiaccio britannica
- 1958 - Bernardo Arévalo, politico e diplomatico guatemalteco
- 1958 - Ivan Dimitrov, scultore, pittore e incisore bulgaro
- 1958 - Peter Feldmann, politico tedesco
- 1958 - Steve Gardner, ex calciatore inglese
- 1958 - Huang Yu-lan, ex cestista taiwanese
- 1958 - Judy Landers, attrice statunitense
- 1958 - Rosalyn Landor, attrice e doppiatrice britannica
- 1958 - Sunnyi Melles, attrice tedesca
- 1958 - Eilif Kristen Mikkelsplass, ex fondista norvegese
- 1958 - Julio Alberto Moreno, ex calciatore spagnolo
- 1958 - Sheilagh Ogilvie, storica e economista canadese
- 1958 - Grant Turner, calciatore neozelandese († 2023)
- 1959 - Bernardo Añor, ex calciatore venezuelano
- 1959 - Dylan Baker, attore statunitense
- 1959 - Simon Cowell, personaggio televisivo e produttore discografico britannico
- 1959 - Nikos Dendias, avvocato e politico greco
- 1959 - Steven Erikson, scrittore canadese
- 1959 - Thomas Eriksson, ex fondista svedese
- 1959 - Lourdes Flores, avvocata e politica peruviana
- 1959 - Martin Knosp, ex lottatore tedesco
- 1959 - Loris Reggiani, pilota motociclistico italiano
- 1959 - Darrell Rooney, regista e animatore canadese
- 1959 - Katrina vanden Heuvel, editrice e imprenditrice statunitense
- 1960 - Michael Britt, cestista statunitense († 2017)
- 1960 - Viktor Lazlo, cantante, attrice e scrittrice francese
- 1960 - Marita Payne, ex velocista canadese
- 1960 - Giovanni Torri, politico italiano
- 1960 - Delia Vaccarello, giornalista, scrittrice e attivista italiana († 2019)
- 1961 - Matthias Brandt, attore tedesco
- 1961 - Claudio Fazzone, politico italiano
- 1961 - Tom Perez, politico statunitense
- 1961 - Noriko Sasaki, fumettista giapponese
- 1961 - Tony Sparano, giocatore di football americano e allenatore di football americano statunitense († 2018)
- 1961 - Robert Varkonyi, giocatore di poker statunitense
- 1962 - Nico Claesen, allenatore di calcio e ex calciatore belga
- 1962 - Bill Morneau, politico canadese
- 1962 - Tom Rathman, ex giocatore di football americano e allenatore di football americano statunitense
- 1963 - Tat'jana Alekseeva, ex velocista russa
- 1963 - Anna Maria Cisint, politica e dirigente pubblica italiana
- 1963 - Ziad Doueiri, regista e sceneggiatore libanese
- 1963 - Ha-Joon Chang, economista sudcoreano
- 1963 - Diego Parassole, comico e cabarettista italiano
- 1963 - Stefania Patruno, doppiatrice e direttrice del doppiaggio italiana
- 1963 - Pavel Řehák, allenatore di calcio e ex calciatore ceco
- 1964 - Ximena Aguilera, politica e medico cilena
- 1964 - Damir Bajs, politico croato
- 1964 - Sam Brown, cantautrice britannica
- 1964 - Marilena Dumitrescu, ingegnere e ex politica rumena
- 1964 - Emanuela Grigio, ex atleta paralimpica italiana
- 1964 - Andreas Ogris, allenatore di calcio e ex calciatore austriaco
- 1964 - Max Otte, economista, scrittore e politico tedesco
- 1964 - Miki Porru, cantautore italiano
- 1964 - Marco Pozzi, regista italiano
- 1964 - Nicola Roggero, giornalista e telecronista sportivo italiano
- 1964 - Tony Spearing, allenatore di calcio e ex calciatore inglese
- 1964 - Paul Stewart, ex calciatore inglese
- 1965 - Marco Apicella, pilota automobilistico italiano
- 1965 - Ariel Besse, attrice francese († 2022)
- 1965 - Stefano Piani, fumettista e sceneggiatore italiano
- 1965 - Marco Stradiotto, politico italiano
- 1965 - Kumiko Watanabe, doppiatrice e attrice giapponese
- 1966 - Gorka Aguinagalde, attore spagnolo
- 1966 - Sherman Alexie, scrittore, poeta e sceneggiatore statunitense
- 1966 - Marcelo Chamusca, allenatore di calcio brasiliano
- 1966 - Marco Beltrami, compositore statunitense
- 1966 - Maurizio Di Gati, collaboratore di giustizia italiano
- 1966 - Lorenzo Juarros, ex calciatore spagnolo
- 1966 - Mónica Messa, ex cestista spagnola
- 1966 - Anthony Randazzo, vescovo cattolico australiano
- 1966 - Jerome Tang, allenatore di pallacanestro trinidadiano
- 1967 - Marcelo Amendola, operaio e sindacalista italiano
- 1967 - Toni Braxton, cantante e attrice statunitense
- 1967 - John Cornforth, allenatore di calcio e ex calciatore gallese
- 1967 - Andrew Dominik, regista e sceneggiatore australiano
- 1967 - Herbert Fritzenwenger, biatleta e fondista tedesco
- 1967 - Samir Guesmi, regista e attore francese
- 1967 - María Corina Machado, politica, ingegnere e attivista venezuelana
- 1967 - Vincent Mathias, direttore della fotografia francese
- 1967 - Fabrice Moreau, ex calciatore camerunese
- 1967 - Neffa, cantautore, rapper e produttore discografico italiano
- 1967 - Adam Taubitz, musicista e compositore tedesco
- 1967 - Blair Thomas, ex giocatore di football americano e allenatore di football americano statunitense
- 1968 - Luminița Anghel, cantante rumena
- 1968 - Randall Bartz, ex pattinatore di short track statunitense
- 1968 - Pippa Funnell, cavallerizza britannica
- 1968 - Jiang Jin, ex calciatore cinese
- 1968 - José Luis Jiménez, ex calciatore venezuelano
- 1968 - Shannon Kleibrink, giocatrice di curling canadese
- 1968 - Gregory Kohs, imprenditore statunitense
- 1968 - Vera Kolesnikova, ex ginnasta sovietica
- 1968 - Rachel Kushner, scrittrice statunitense
- 1968 - Rich McCormick, politico statunitense
- 1968 - Rosario Pergolizzi, allenatore di calcio e ex calciatore italiano
- 1968 - Javier Peña, attore spagnolo
- 1968 - Leeroy Thornhill, tastierista, disc jockey e ballerino britannico
- 1968 - Thom Yorke, cantautore, polistrumentista e compositore britannico
- 1969 - Laura Bignami, politica italiana
- 1969 - Francesco Buzzurro, chitarrista italiano
- 1969 - Benny Chan, regista, sceneggiatore e produttore cinematografico cinese († 2020)
- 1969 - Alessandro De Poli, allenatore di calcio e ex calciatore italiano
- 1969 - Milayda Enríquez, ex cestista cubana
- 1969 - Malia Hosaka, wrestler statunitense
- 1969 - Nozomu Katō, allenatore di calcio e ex calciatore giapponese
- 1969 - Marco Lokar, ex cestista italiano
- 1969 - Bob Martin, ex cestista statunitense
- 1969 - Yoshihiro Natsuka, allenatore di calcio e ex calciatore giapponese
- 1969 - Karen Nyberg, ex astronauta e ingegnere statunitense
- 1969 - DJ Qbert, disc jockey e compositore statunitense
- 1969 - Umberto Roberto, storico italiano
- 1969 - Todd Sucherman, batterista statunitense
- 1969 - Maria Whittaker, ex modella britannica
- 1970 - Runar Berg, ex calciatore norvegese
- 1970 - Aisha Cerami, attrice italiana
- 1970 - Daniel Collins, ex canoista australiano
- 1970 - Harold Ellis, ex cestista e allenatore di pallacanestro statunitense
- 1970 - Neil Halstead, cantautore inglese
- 1970 - Matt Knowles, ex calciatore statunitense
- 1970 - Matteo Nucci, scrittore italiano
- 1970 - Nicole Ari Parker, attrice statunitense
- 1970 - Riri Riza, regista, sceneggiatore e produttore cinematografico indonesiano
- 1970 - Gianbattista Scugugia, ex calciatore italiano
- 1970 - Carlos Vieira, attore portoghese
- 1971 - Marcello Albino, ex calciatore italiano
- 1971 - Crash Kid, ballerino italiano († 1997)
- 1971 - Adrienn Hormay, schermitrice ungherese
- 1971 - Danilo Moretti, illustratore italiano
- 1971 - Johnnie Morton, ex giocatore di football americano statunitense
- 1971 - Raffaele Speranzon, politico italiano
- 1971 - Ismael Urzaiz, ex calciatore spagnolo
- 1971 - Bettina Wiegmann, allenatrice di calcio e ex calciatrice tedesca
- 1972 - Alfredo Amarilla, ex calciatore paraguaiano
- 1972 - Giorgio Di Centa, ex fondista italiano
- 1972 - Will Liu, cantante, compositore e attore taiwanese
- 1972 - David Mack, fumettista e illustratore statunitense
- 1972 - Loek van Wely, scacchista e politico olandese
- 1972 - Ben Younger, regista e sceneggiatore statunitense
- 1973 - Chizzy Akudolu, attrice britannica
- 1973 - Omar Charif Belbey, ex calciatore francese
- 1973 - Paco Fabrini, attore italiano († 2019)
- 1973 - Ndack Guèye, ex cestista senegalese
- 1973 - Priest Holmes, ex giocatore di football americano statunitense
- 1973 - Sami Hyypiä, allenatore di calcio e ex calciatore finlandese
- 1973 - Yōko Ishida, cantante giapponese
- 1973 - Konstantïn Kotov, ex calciatore kazako
- 1973 - Grigol Mgaloblishvili, politico georgiano
- 1973 - Hans Peter Minderhoud, cavaliere olandese
- 1973 - Federico Pizzarotti, politico italiano
- 1973 - Matthew Sklar, compositore, tastierista e direttore d'orchestra statunitense
- 1973 - Hiroyuki Tominaga, ex cestista giapponese
- 1973 - Dida, allenatore di calcio e ex calciatore brasiliano
- 1974 - Numan Acar, attore e produttore cinematografico turco
- 1974 - Hervé Alicarte, ex calciatore francese
- 1974 - Jiří Bubeníček, danzatore e coreografo ceco
- 1974 - Iratxe García Pérez, politica spagnola
- 1974 - Akihiro Gōno, artista marziale misto e kickboxer giapponese
- 1974 - Shannon MacMillan, ex calciatrice statunitense
- 1974 - Marco Aurélio dos Santos, ex giocatore di calcio a 5 brasiliano
- 1974 - Allison Munn, attrice statunitense
- 1974 - Ruslan Nigmatullin, ex calciatore e disc jockey russo
- 1974 - Sanderlei Parrela, ex velocista brasiliano
- 1974 - Charlotte Perrelli, cantante, attrice e conduttrice televisiva svedese
- 1974 - Hideto Suzuki, ex calciatore giapponese
- 1975 - Jamie Hector, attore statunitense
- 1975 - Satoshi Iwabuchi, allenatore di tennis e ex tennista giapponese
- 1975 - Damian Kulash, cantante e musicista statunitense
- 1975 - Lars Lewén, ex sciatore alpino e sciatore freestyle svedese
- 1975 - Tim Minchin, comico, attore e musicista australiano
- 1975 - Ryūzō Morioka, ex calciatore giapponese
- 1975 - Omar Andrés Narváez, ex pugile argentino
- 1975 - Rhyno, wrestler statunitense
- 1975 - Sandra Schlüricke, pentatleta tedesca
- 1975 - Dragan Stojkić, ex calciatore bosniaco
- 1975 - Tomáš Vychodil, ex calciatore ceco
- 1975 - Billy Walsh, ex calciatore statunitense
- 1976 - Marc Coma, pilota motociclistico e copilota di rally spagnolo
- 1976 - Edwin Congo, ex calciatore colombiano
- 1976 - Kevin Daley, ex cestista panamense
- 1976 - Salvatore Deidda, politico italiano
- 1976 - Taylor Hicks, cantante statunitense
- 1976 - Gilberto Silva, ex calciatore brasiliano
- 1976 - Santiago Solari, dirigente sportivo, allenatore di calcio e ex calciatore argentino
- 1976 - Charles Woodson, ex giocatore di football americano statunitense
- 1977 - Dominique Bosshart, ex taekwondoka canadese
- 1977 - Meighan Desmond, attrice neozelandese
- 1977 - Éder Gaúcho, ex calciatore brasiliano
- 1977 - Joachim Ekanga-Ehawa, ex cestista camerunese
- 1977 - Lapo Elkann, imprenditore e socialite italiano
- 1977 - Napoleon, rapper e attore statunitense
- 1977 - Pitty, cantante brasiliana
- 1977 - Brandon Quinn, attore statunitense
- 1977 - Ivan Usov, ex nuotatore russo
- 1977 - Han Zenki, goista taiwanese
- 1977 - Sébastien de Chaunac, ex tennista francese
- 1978 - Alison Balsom, trombettista britannica
- 1978 - João Benedito, ex giocatore di calcio a 5 portoghese
- 1978 - Omar Benson Miller, attore statunitense
- 1978 - Mario Bermejo, ex calciatore spagnolo
- 1978 - Alesha Dixon, cantante e personaggio televisivo britannica
- 1978 - Hattie Morahan, attrice britannica
- 1978 - Troy Ostler, ex cestista statunitense
- 1978 - Pietro Piro, saggista italiano
- 1978 - Nathaniel Rateliff, cantautore statunitense
- 1978 - Simon Schoch, snowboarder svizzero
- 1978 - DJ Tatana, disc-jockey ceca
- 1978 - Vincenzo Turturro, arcivescovo cattolico italiano
- 1978 - Tony Way, attore britannico
- 1979 - Muhammad Aladdin, scrittore egiziano
- 1979 - Simona Amânar, ex ginnasta rumena
- 1979 - Aaron Ashmore, attore canadese
- 1979 - Shawn Ashmore, attore canadese
- 1979 - Rodney Bailey, ex giocatore di football americano statunitense
- 1979 - Jana Farchadovna Batyršina, ginnasta russa
- 1979 - Jed Dupree, schermidore statunitense
- 1979 - Ivan Hodúr, ex calciatore slovacco
- 1979 - Marie Key, cantante danese
- 1979 - Michail Kočkin, ex biatleta russo
- 1979 - Yukta Mookhey, modella e attrice indiana
- 1979 - Julius Nderitu, ex maratoneta keniota
- 1979 - Florian Ramoser, ex hockeista su ghiaccio italiano
- 1979 - Tang Wei, attrice e modella cinese
- 1980 - Aziz Ansah, ex calciatore ghanese
- 1980 - Mike Bartlett, drammaturgo, sceneggiatore e produttore televisivo britannico
- 1980 - Matthieu Chalmé, ex calciatore francese
- 1980 - Edison Chen, attore e cantante cinese
- 1980 - Clarissa Claretti, ex martellista italiana
- 1980 - Louis Deacon, rugbista a 15 britannico
- 1980 - Konrad Fünfstück, allenatore di calcio e dirigente sportivo tedesco
- 1980 - Jean-Marc Gaillard, fondista francese
- 1980 - Stanislav Ivanov, ex calciatore moldavo
- 1980 - Andrej Kapralov, nuotatore russo
- 1980 - Lara Komar, attrice italiana
- 1980 - Adam Ryen, attore e sceneggiatore norvegese
- 1980 - Kristján Örn Sigurðsson, ex calciatore islandese
- 1980 - Issawa Singthong, ex calciatore thailandese
- 1980 - Pantxi Sirieix, ex calciatore francese
- 1980 - Alessandro Talotti, altista italiano († 2021)
- 1980 - Francesco Targhetta, scrittore e poeta italiano
- 1980 - Olesja Zykina, velocista russa
- 1981 - Mattias Andersson, allenatore di calcio e ex calciatore svedese
- 1981 - Issa Ba, ex calciatore senegalese
- 1981 - Bat-Ochiryn Ser-Od, maratoneta e mezzofondista mongolo
- 1981 - Emanuele Bindi, ex ciclista su strada italiano
- 1981 - Ryan Boschetti, ex giocatore di football americano statunitense
- 1981 - Desmon Farmer, ex cestista statunitense
- 1981 - Cahit Gök, attore turco
- 1981 - Jelena Jensen, attrice pornografica statunitense
- 1981 - Anna Kasyan, soprano armeno
- 1981 - Dan Ketchum, ex nuotatore statunitense
- 1981 - Geoffrey Mutai, maratoneta e mezzofondista keniota
- 1981 - Éder Richartz, ex calciatore brasiliano
- 1982 - Sergio Battelli, politico italiano
- 1982 - Giacomo Benedettini, ex calciatore sammarinese
- 1982 - Madjid Bougherra, allenatore di calcio e ex calciatore algerino
- 1982 - Jermain Defoe, allenatore di calcio e ex calciatore inglese
- 1982 - Robby Ginepri, allenatore di tennis e ex tennista statunitense
- 1982 - Kasper Jensen, ex calciatore danese
- 1982 - Yundi Li, pianista cinese
- 1982 - Ala'a Matalqa, calciatore giordano
- 1982 - Jake McLaughlin, attore statunitense
- 1982 - Marcus Nilsson, pallavolista svedese
- 1982 - Camilla Sernagiotto, scrittrice e giornalista italiana
- 1982 - Anastasija Stockaja, cantante russa
- 1983 - Aleksandar Davidov, calciatore serbo
- 1983 - Flying Lotus, musicista, rapper e regista statunitense
- 1983 - Leonel Guevara, calciatore salvadoregno
- 1983 - Daniel López Menéndez, ex calciatore spagnolo
- 1983 - Robert Markuš, scacchista serbo
- 1983 - Aaron Parks, pianista e compositore statunitense
- 1983 - Moses Sonko, ex cestista gambiano
- 1983 - Tarantini, allenatore di calcio e ex calciatore portoghese
- 1983 - Francesca Tosto, calciatrice italiana
- 1983 - Maksim Tran'kov, pattinatore artistico su ghiaccio russo
- 1983 - Merouane Zemmama, calciatore marocchino
- 1984 - Ricardo Chambers, ex velocista giamaicano
- 1984 - Matías Córdoba, ex calciatore argentino
- 1984 - Lorenzo De Angelis, attore, doppiatore e direttore del doppiaggio italiano
- 1984 - Jessica Eddie, canottiera britannica
- 1984 - Tavares Gooden, giocatore di football americano statunitense
- 1984 - Tōma Ikuta, attore e cantante giapponese
- 1984 - Kevin Jorgeson, arrampicatore statunitense
- 1984 - Borko Milenković, calciatore serbo
- 1984 - Gualberto Mojica, ex calciatore boliviano
- 1984 - Néstor Ortigoza, ex calciatore argentino
- 1984 - Marta Perego, giornalista, autrice televisiva e conduttrice televisiva italiana
- 1984 - Simon Poulsen, allenatore di calcio e ex calciatore danese
- 1984 - Arlety Povea, ex cestista cubana
- 1984 - Arnold Robin, pilota automobilistico francese
- 1984 - Mauro Santambrogio, ex ciclista su strada italiano
- 1984 - Giuseppe Sulfaro, attore italiano
- 1985 - Adeílson Pereira de Mello, ex calciatore brasiliano
- 1985 - Jana Chochlova, ex danzatrice su ghiaccio russa
- 1985 - Krzysztof Chrapek, calciatore polacco
- 1985 - Chin Chum, calciatore cambogiano
- 1985 - Mark Duffy, ex calciatore inglese
- 1985 - Mattias Hargin, ex sciatore alpino svedese
- 1985 - Evan Longoria, giocatore di baseball statunitense
- 1985 - Daniele Meucci, maratoneta e mezzofondista italiano
- 1985 - Alfredo Rodríguez, pianista e compositore cubano
- 1985 - Jonathan Tabu, ex cestista della Repubblica Democratica del Congo
- 1985 - Scott Wiseman, allenatore di calcio e ex calciatore inglese
- 1986 - Nicandro Breeveld, ex calciatore surinamese
- 1986 - Jairus Byrd, ex giocatore di football americano statunitense
- 1986 - Chase Daniel, giocatore di football americano statunitense
- 1986 - Kaitlyn, wrestler e culturista statunitense
- 1986 - Chalermpong Kerdkaew, calciatore thailandese
- 1986 - Nelson Sale Kilifa, calciatore salomonese
- 1986 - Roguy Méyé, calciatore gabonese
- 1986 - Lee Nguyen, ex calciatore statunitense
- 1986 - Gunnar Nielsen, calciatore faroese
- 1986 - Bree Olson, ex attrice pornografica e attrice statunitense
- 1986 - A.J. Price, ex cestista statunitense
- 1986 - Álex Quillo, ex calciatore spagnolo
- 1986 - Holland Roden, attrice statunitense
- 1986 - Mako Sakurai, doppiatrice giapponese
- 1986 - Ariadna Sintes, attrice spagnola
- 1986 - Amber Stevens, attrice e modella statunitense
- 1986 - Robert Strauß, ex calciatore tedesco
- 1986 - Tom Van Grieken, politico belga
- 1986 - Vũ Thị Hương, ex velocista vietnamita
- 1986 - Dicoy Williams, ex calciatore giamaicano
- 1986 - John Wilson, regista, sceneggiatore e produttore cinematografico statunitense
- 1986 - Emmanuel Zapata, pentatleta argentino
- 1986 - Amaral, ex calciatore brasiliano
- 1987 - Sarah Ammerman, pallavolista statunitense
- 1987 - Ascanio Balbo, attore italiano
- 1987 - Umaru Bangura, calciatore sierraleonese
- 1987 - Roei Beckel, ex calciatore israeliano
- 1987 - Jeremy Brockie, ex calciatore neozelandese
- 1987 - Alex Cobb, giocatore di baseball statunitense
- 1987 - Saeid Davarpanah, cestista iraniano
- 1987 - Massimo De Luca, giocatore di calcio a 5 italiano
- 1987 - Sicalo Dlamini, principe swati
- 1987 - Aiden English, ex wrestler statunitense
- 1987 - Stefano Giliati, allenatore di hockey su ghiaccio e ex hockeista su ghiaccio canadese
- 1987 - Cian Healy, rugbista a 15 irlandese
- 1987 - Steve Henriette, calciatore seychellese
- 1987 - Gorka Izagirre, ex ciclista su strada spagnolo
- 1987 - Damion James, ex cestista statunitense
- 1987 - Sergej Kamenskij, tiratore a segno russo
- 1987 - Dwight Lewis, ex cestista venezuelano
- 1987 - Lauren Mayberry, cantante, cantautrice e giornalista scozzese
- 1987 - James McArthur, ex calciatore scozzese
- 1987 - Russell Okung, giocatore di football americano statunitense
- 1987 - Dani Provencio, calciatore spagnolo
- 1987 - Matthieu Péché, canoista francese
- 1987 - Sam Querrey, ex tennista statunitense
- 1987 - Yerkebuian Shynaliyev, pugile kazako
- 1987 - Margret Skuballa, ex cestista tedesca
- 1987 - Julian Vandervelde, giocatore di football americano statunitense
- 1988 - Janelle Bekkering, ex cestista canadese
- 1988 - Diego Costa, calciatore brasiliano
- 1988 - Friðrik Dór, cantante islandese
- 1988 - Terrance Ganaway, ex giocatore di football americano statunitense
- 1988 - Miloš Karišik, calciatore serbo
- 1988 - Chaturanga Lakmal, sollevatore singalese
- 1988 - Fiore Manni, blogger, conduttrice televisiva e scrittrice italiana
- 1988 - Kazuya Murata, ex calciatore giapponese
- 1988 - Issouf Ouattara, calciatore burkinabé
- 1988 - Sergej Savin, pallavolista russo
- 1988 - Sandro Sirigu, ex calciatore tedesco
- 1988 - Remo Staubli, ex calciatore svizzero
- 1988 - Tommy Streeter, giocatore di football americano statunitense
- 1988 - Simen Andreas Sveen, fondista norvegese
- 1988 - Sebastiaan Verschuren, ex nuotatore olandese
- 1989 - Erik Akkersdijk, speedcuber olandese
- 1989 - Temuulen Battugla, judoka mongolo
- 1989 - Luka Bašič, ex hockeista su ghiaccio sloveno
- 1989 - Elia Campagna, pattinatore artistico a rotelle italiano
- 1989 - Amanda Da Costa, ex calciatrice portoghese
- 1989 - Daniel Drescher, ex calciatore austriaco
- 1989 - Kilian Le Blouch, judoka francese
- 1989 - Ofir Marciano, calciatore israeliano
- 1989 - William Price, ex pallavolista statunitense
- 1989 - Valentin Verga, hockeista su prato olandese
- 1990 - Nicole Beukers, canottiera olandese
- 1990 - Dzimitryj Chlebasolaǔ, ex calciatore bielorusso
- 1990 - Sebastián Coates, calciatore uruguaiano
- 1990 - Mason Finley, discobolo e pesista statunitense
- 1990 - Gabriele Genghini, ex calciatore sammarinese
- 1990 - Vitali Grigoryev, giocatore di calcio a 5 kazako
- 1990 - Metrickz, rapper tedesco
- 1990 - Marie-Laurence Jungfleisch, altista tedesca
- 1990 - Ayla Kell, attrice e ballerina statunitense
- 1990 - Gersom Klok, calciatore olandese
- 1990 - Ian Mariano, calciatore statunitense
- 1990 - Dom Morris, ex cestista statunitense
- 1990 - Timur Mukanov, giocatore di calcio a 5 kazako
- 1990 - Giannīs Pasas, calciatore greco
- 1990 - Lauritz Schoof, canottiere tedesco
- 1990 - Seinabo Sey, cantante svedese
- 1990 - Olivier Vernon, giocatore di football americano statunitense
- 1991 - Christian Burgess, calciatore inglese
- 1991 - Ihor Čajkovs'kyj, calciatore ucraino
- 1991 - Adam Coleman, rugbista a 15 australiano
- 1991 - Nikita Filippov, astista kazako
- 1991 - Mike Foltynewicz, giocatore di baseball statunitense
- 1991 - Eyal Golasa, calciatore israeliano
- 1991 - Margaux Isaksen, pentatleta statunitense
- 1991 - Nicole Jung, cantante sudcoreana
- 1991 - Russell Kennedy, fondista statunitense
- 1991 - Lay, ballerino, cantante e musicista cinese
- 1991 - Stefan Marinovic, calciatore neozelandese
- 1991 - Mojtaba Mirzajanpour, pallavolista iraniano
- 1991 - Irene Montrucchio, sincronetta spagnola
- 1991 - Kevin Pierre-Louis, giocatore di football americano statunitense
- 1991 - Enzo Reale, calciatore francese
- 1991 - Carolina Rey, conduttrice televisiva, attrice e conduttrice radiofonica italiana
- 1991 - Simon Cho, pattinatore di short track sudcoreano
- 1992 - Mookie Betts, giocatore di baseball statunitense
- 1992 - Victor Ciobanu, lottatore moldavo
- 1992 - Will Cummings, cestista statunitense
- 1992 - Tomáš Drahovský, giocatore di calcio a 5 slovacco
- 1992 - Cosimo Figliomeni, calciatore italiano
- 1992 - Tori Franklin, triplista statunitense
- 1992 - John Jordan, cestista statunitense
- 1992 - Pol Llonch, calciatore spagnolo
- 1992 - David Ochieng, calciatore keniota
- 1992 - Philipp Ospelt, calciatore liechtensteinese
- 1992 - Ezequiel Palomeque, calciatore colombiano
- 1992 - Kirill Zaika, calciatore russo
- 1993 - Kimberley Bos, skeletonista e ex bobbista olandese
- 1993 - Alex Bruno de Souza Silva, calciatore brasiliano
- 1993 - Linda Cerruti, nuotatrice artistica italiana
- 1993 - Abraham Conyedo, lottatore cubano
- 1993 - Ryan Edwards, calciatore inglese
- 1993 - Tyler Ervin, giocatore di football americano statunitense
- 1993 - Michail Fafalis, tuffatore greco
- 1993 - Gonzalo González, calciatore uruguaiano
- 1993 - Rade Krunić, calciatore bosniaco
- 1993 - Rory McKenzie, calciatore scozzese
- 1993 - Yordan Santa Cruz, ex calciatore cubano
- 1993 - Aria Shahghasemi, attore statunitense
- 1993 - Nik Stauskas, cestista canadese
- 1993 - Andrew Tarbell, calciatore statunitense
- 1994 - Ėl'mira Abdrazakova, modella kazaka
- 1994 - Valon Ahmedi, calciatore albanese
- 1994 - ItsOkToCry, rapper e cantautore statunitense
- 1994 - Omar Banana, attore spagnolo
- 1994 - Fabio Basile, judoka italiano
- 1994 - Rashard Higgins, ex giocatore di football americano statunitense
- 1994 - Marko Jurić, calciatore croato
- 1994 - Nikos Katharios, calciatore greco
- 1994 - Antonio Luisi, calciatore lussemburghese
- 1994 - Wanderson, calciatore brasiliano
- 1994 - Luis Milla Manzanares, calciatore spagnolo
- 1994 - Lautaro Montoya, calciatore argentino
- 1994 - Beslan Mudranov, judoka e ex lottatore russo
- 1994 - Mark Ogden, cestista statunitense
- 1994 - Nolan Sotillo, attore, cantautore e polistrumentista statunitense
- 1994 - Charlotta Säfvenberg, sciatrice alpina svedese
- 1994 - Amedeo Tessitori, cestista italiano
- 1994 - Pablo Vázquez, calciatore spagnolo
- 1995 - Raffaella Barbieri, calciatrice italiana
- 1995 - Vittoria Bianco, nuotatrice italiana
- 1995 - Kavell Bigby-Williams, cestista britannico
- 1995 - Dion Charles, calciatore nordirlandese
- 1995 - Lyndon Dykes, calciatore scozzese
- 1995 - Mathias Dyngeland, calciatore norvegese
- 1995 - Carlos Ibargüen, calciatore colombiano
- 1995 - Vladis-Emmerson Illoy-Ayyet, calciatore ucraino
- 1995 - Vladislav Larin, taekwondoka russo
- 1995 - Slađana Mirković, pallavolista serba
- 1995 - Ali Mohamed, calciatore nigerino
- 1995 - Slade Pearce, attore statunitense
- 1995 - Walter Rodríguez, calciatore paraguaiano
- 1995 - Petar Stojanović, calciatore sloveno
- 1996 - Naoto Arai, calciatore giapponese
- 1996 - Lewis Capaldi, cantautore e polistrumentista britannico
- 1996 - Choi Jeong, giocatrice di go sudcoreana
- 1996 - Dan Claudino, attore brasiliano
- 1996 - Kim Sun-woo, pentatleta sudcoreana
- 1996 - Diede Lemey, calciatrice belga
- 1996 - Divine Oduduru, velocista nigeriano
- 1996 - Hamidou Traoré, calciatore maliano
- 1996 - Guglielmo Vicario, calciatore italiano
- 1997 - Lorenzo Ambrosin, cestista italiano
- 1997 - Julia Bianchi, calciatrice brasiliana
- 1997 - Patrik Blahút, calciatore slovacco
- 1997 - Drake Callender, calciatore statunitense
- 1997 - Mariam Coulibaly, cestista maliana
- 1997 - Anthony Cowan, cestista statunitense
- 1997 - Ibrahima Doumbouya, cestista canadese
- 1997 - Nikolaj Grjazin, pilota di rally russo
- 1997 - Alfie Jones, calciatore inglese
- 1997 - Kira Kosarin, attrice, cantante e ballerina statunitense
- 1997 - Lauren Platt, cantante, attrice e conduttrice televisiva britannica
- 1997 - Mathilde Nelles, sciatrice alpina belga
- 1997 - J. Rey Soul, cantante filippina
- 1997 - Guilherme Romão, calciatore brasiliano
- 1997 - Juan Salomoni, calciatore argentino
- 1997 - Sydney Siame, velocista zambiano
- 1997 - Ingibjörg Sigurðardóttir, calciatrice islandese
- 1997 - Vanessa Voigt, biatleta tedesca
- 1998 - Salem Al-Harsh, calciatore yemenita
- 1998 - Trent Alexander-Arnold, calciatore inglese
- 1998 - Semicenk, cantante turco
- 1998 - Aran Bell, ballerino statunitense
- 1998 - Dimitar Isaev, ex tuffatore bulgaro
- 1998 - Ondřej Lingr, calciatore ceco
- 1998 - Rodrigo Morínigo, calciatore paraguaiano
- 1998 - Nicola Venchiarutti, ciclista su strada italiano
- 1998 - Mateus da Silva Duarte, calciatore brasiliano
- 1998 - Silvio de Sousa, cestista angolano
- 1999 - Kaodirichi Akobundu-Ehiogu, cestista nigeriano
- 1999 - Tutu Atwell, giocatore di football americano statunitense
- 1999 - Bobby Burns, calciatore nordirlandese
- 1999 - Letizia Cicconcelli, ex ginnasta italiana
- 1999 - Eba Viegas, calciatore saotomense
- 1999 - Ferdi Kadıoğlu, calciatore turco
- 1999 - Lindrit Kamberi, calciatore svizzero
- 1999 - Mads Kikkenborg, calciatore danese
- 1999 - Rui Modesto, calciatore portoghese
- 1999 - Richárd Márton, nuotatore ungherese
- 1999 - Motoki Nagakura, calciatore giapponese
- 1999 - Gustavo Henrique Santos, calciatore brasiliano
- 1999 - Jonas Stockinger, sciatore alpino tedesco
- 2000 - Nick Broeker, giocatore di football americano statunitense
- 2000 - Amadou Dante, calciatore maliano
- 2000 - Salvatore Esposito, calciatore italiano
- 2000 - Samuele Mulattieri, calciatore italiano
- 2000 - Jahmir Young, cestista statunitense
- 2000 - Stan van Dijck, calciatore olandese

## XXI secolo(18)
- 2001 - Loïs Abouly, sciatrice alpina francese
- 2001 - Rômulo Azevedo Simão, calciatore brasiliano
- 2001 - Flavien Boyomo, calciatore camerunese
- 2001 - Alex Mitchell, calciatore inglese
- 2001 - Elmin Rastoder, calciatore svizzero
- 2001 - Senate Seeiso, principessa lesothiana
- 2002 - Joaquín Panichelli, calciatore argentino
- 2003 - Sebastián Aranda, calciatore peruviano
- 2003 - Mary Bocock, sciatrice alpina statunitense
- 2003 - Li Shijia, ginnasta cinese
- 2004 - Antonia Bratu, calciatrice rumena
- 2004 - Aron Rodrigo, calciatore andorrano
- 2005 - Maja Hagemann, calciatrice danese
- 2005 - Dar'ja Kozyreva, attivista russa
- 2005 - Elías Montiel, calciatore messicano
- 2005 - Mezgebu Sime, mezzofondista etiope
- 2005 - Lulu Wilson, attrice statunitense
- 2006 - Giada Pellegrino Cimò, calciatrice italiana

## Senza anno specificato(1)
- Vincenzo Moscuzza, compositore italiano († 1896)